# Hans Hindermann
Hans (Johann Jakob) Hindermann (* 15. August 1877 in Basel; † 9. Januar 1963 in Bern) war ein Schweizer Architekt, dessen Wohnhausarchitektur das Bild der Stadt Basel im 20. Jahrhundert geprägt hat.

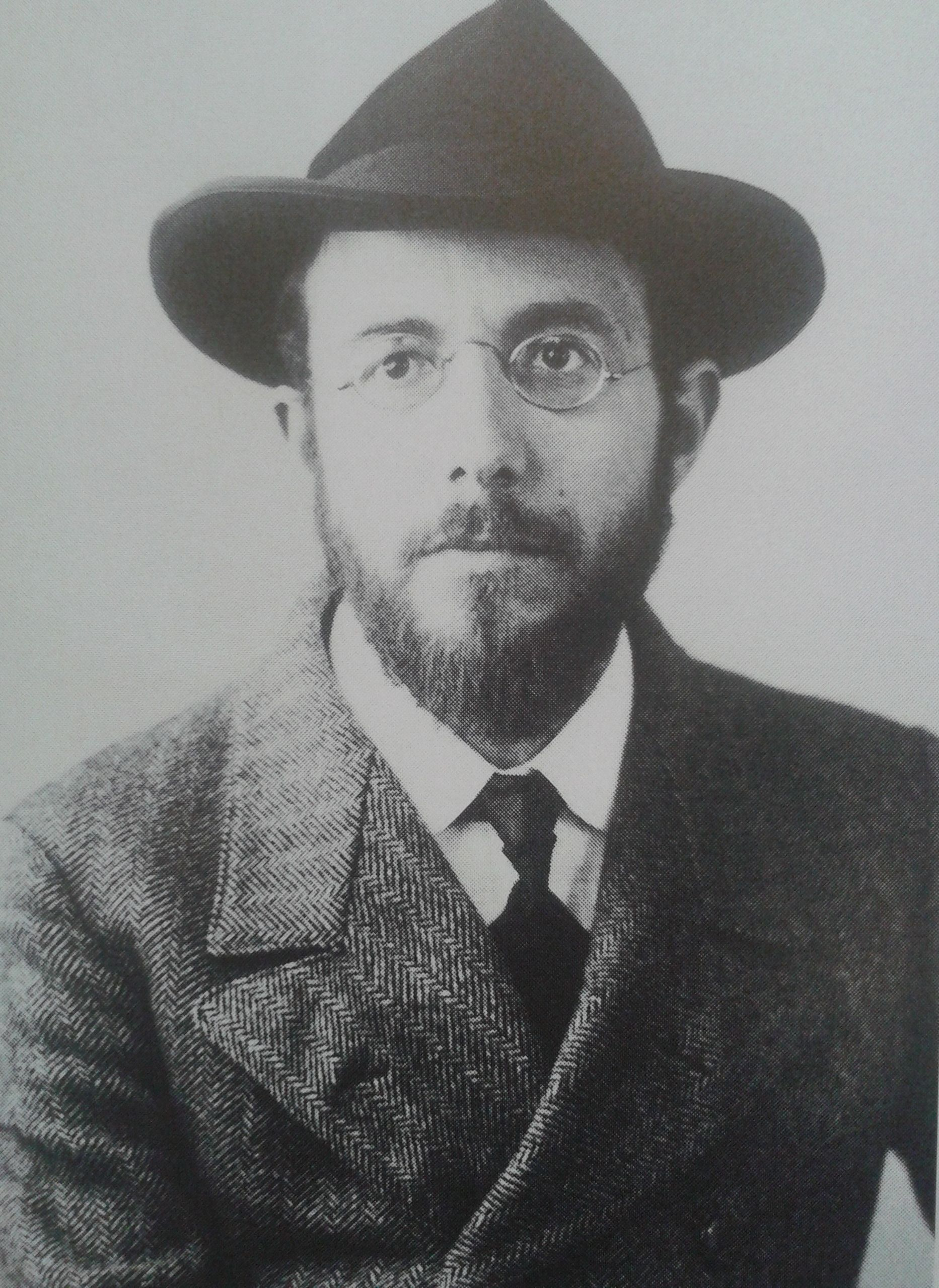
Hans Hindermann, um 1907

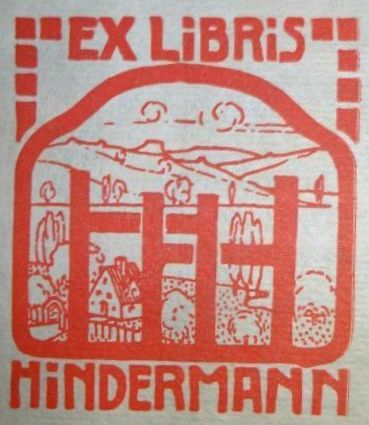
Frühes Exlibris von Hans Hindermann. Holzschnitt (1906) von Max Bucherer; Bodenseelandschaft bei Steckborn, Blick auf Gaienhofen und den Hegau.

## Leben und Werk
Hans Hindermann machte nach der Matura an der Oberen Realschule in Basel 1895 zunächst eine «Architektenlehre» in einem Basler Baugeschäft, besuchte die Gewerbeschule bei Emil Faesch und arbeitete in dessen Architekturbüro «Faesch & Werz» mit. 1898 begann er an der Technischen Universität München ein Architekturstudium, das er 1900 zum Abschluss brachte. Sein akademischer Lehrer war u. a. Friedrich von Thiersch. Nach dem Studium fand Hindermann vorübergehend Arbeit in dem Architekturbüro «Friedrich & Werz» in Wiesbaden. Mit seinem Studienfreund Hans Bernoulli unternahm er 1902 eine Studienreise durch Deutschland, Belgien und die Niederlande; danach trennten sich ihre Wege. Bernoulli ging nach Berlin, Hindermann blieb zunächst in Wiesbaden, wo er 1903 ein eigenes Architekturbüro eröffnete, das er noch im selben Jahr zugunsten einer Stellung als Konservator am Basler Gewerbemuseum aufgab. Zwar als seine «Lebensstellung» bezeichnet, schien ihn die Arbeit als Konservator nicht auszufüllen und Hindermann verfolgte weiterhin seine Interessen auf dem Gebiet der Architektur.

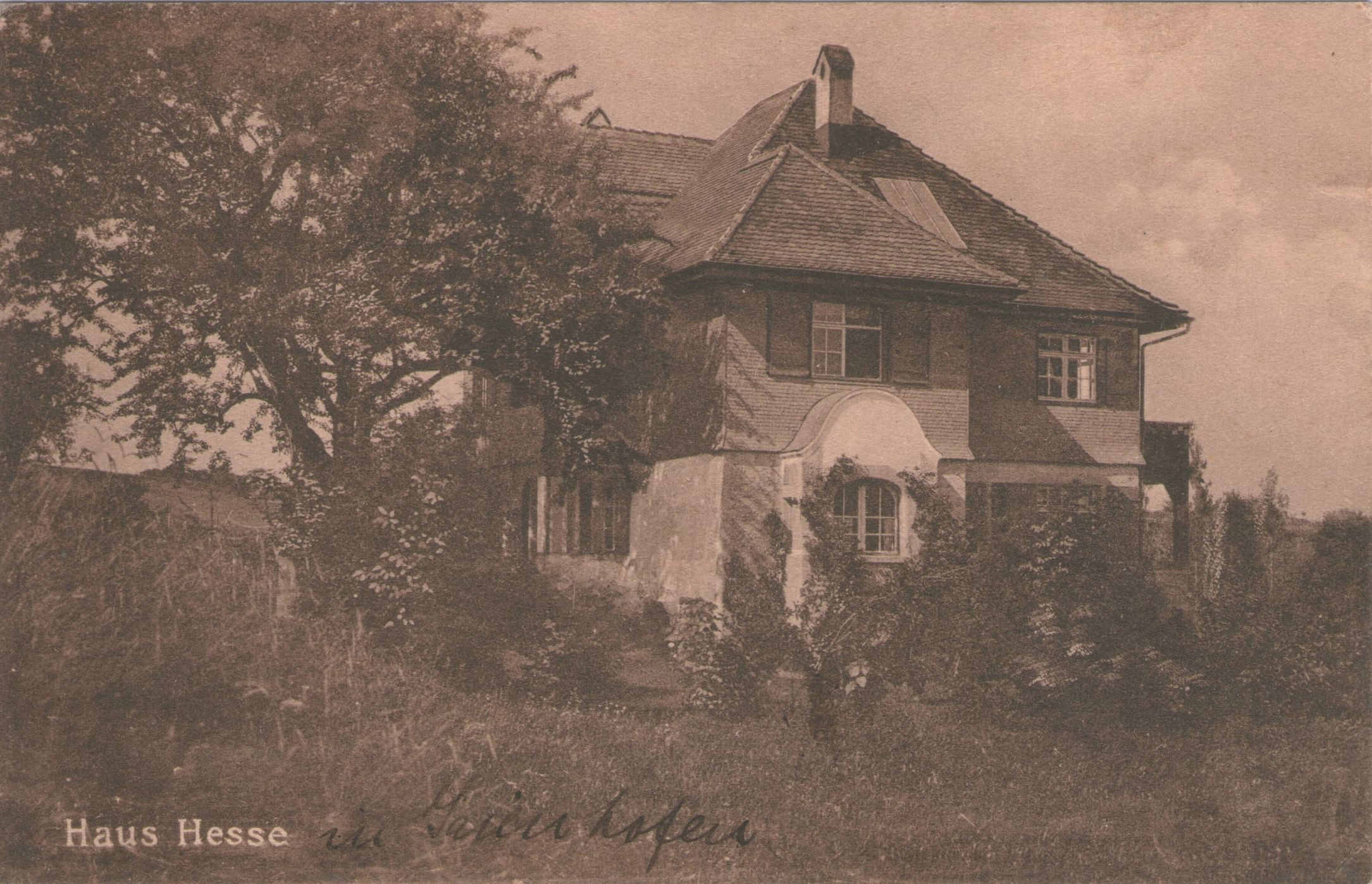
«Haus Hesse» in Gaienhofen, zeitgenössische Ansichtskarte des Wohnhauses (1907–1912). Architekt: Hans Hindermann

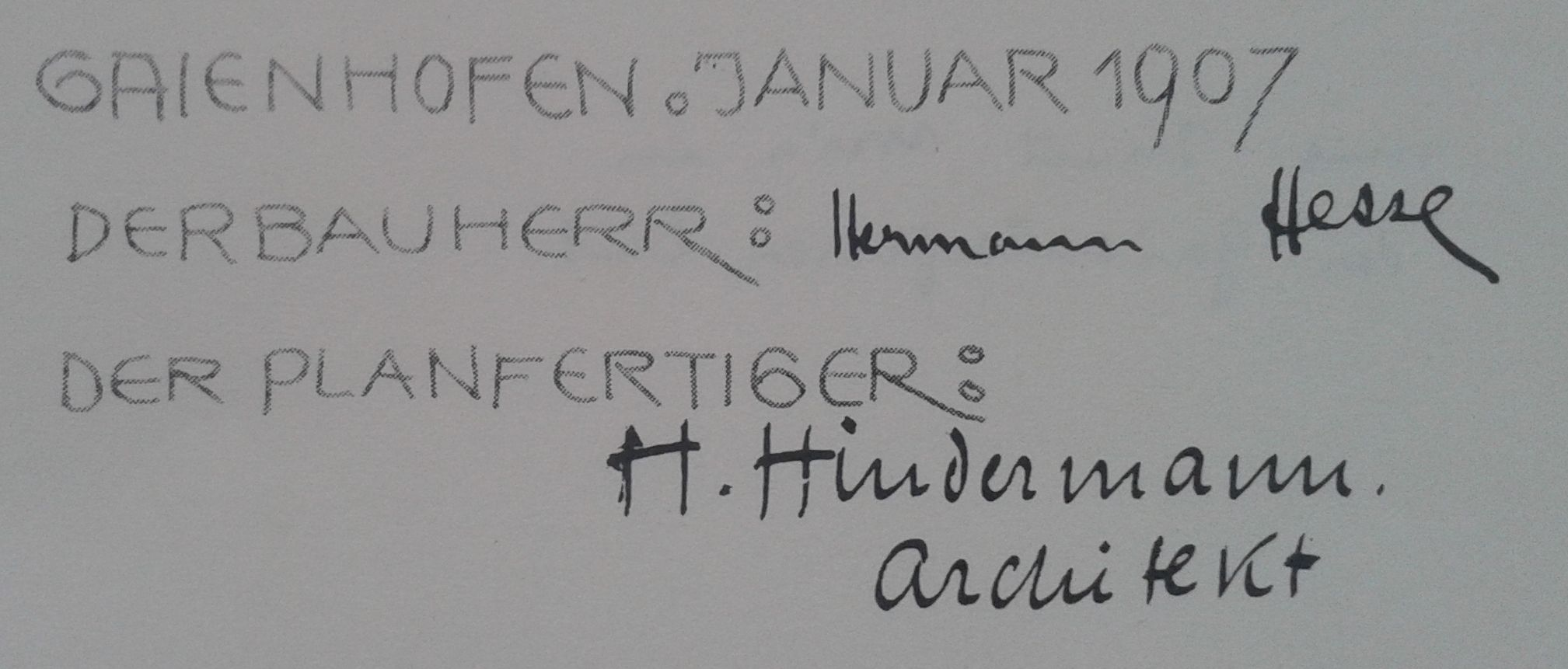
Unterschriften des Bauherren und des Architekten, Hermann Hesse und Hans Hindermann, unter dem Bauplan von 1907.

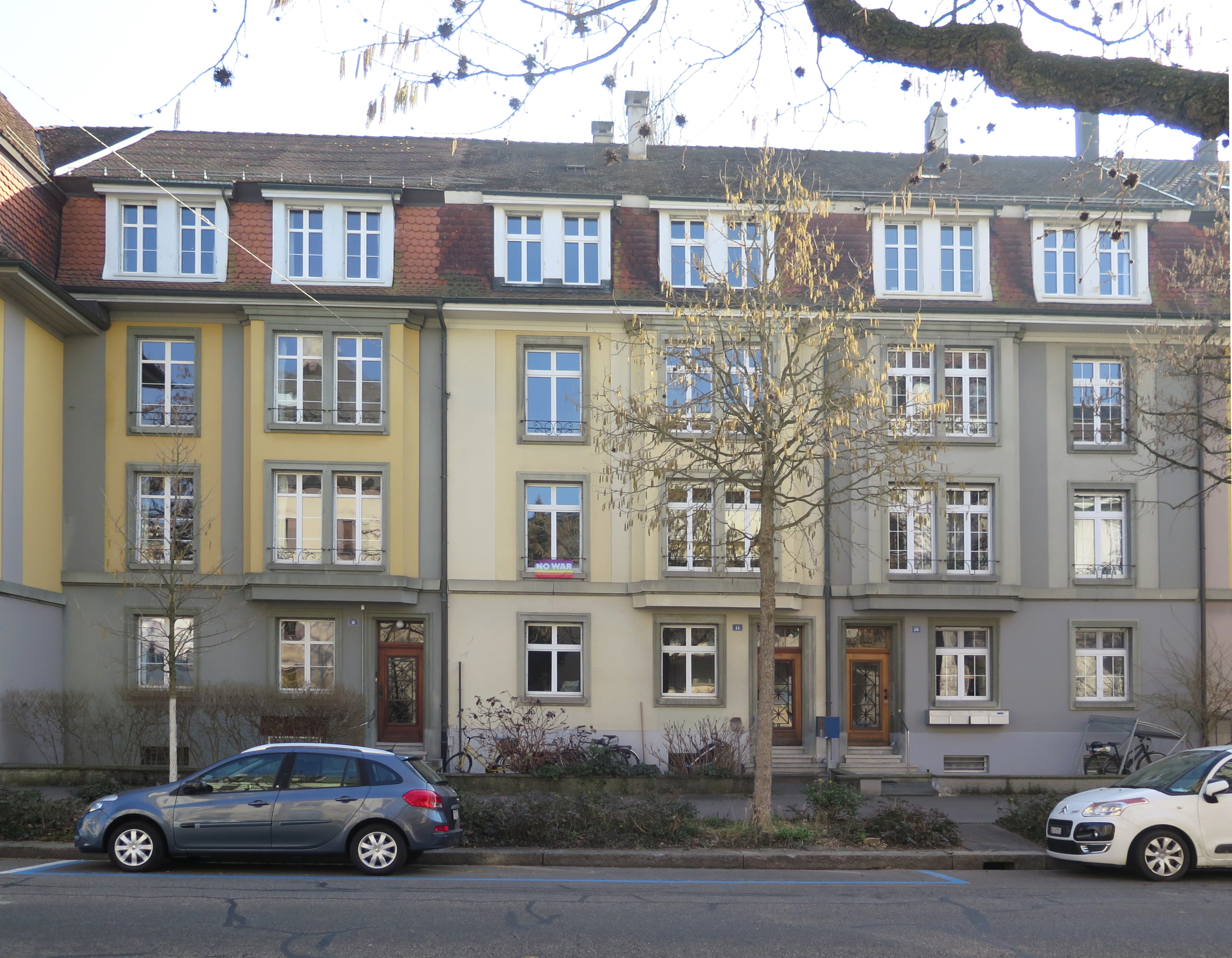
«Baumgartner-Häuser», erbaut 1931–1932.

Als Hindermann 1905 einen Auftrag für das Landerziehungsheim Schloss Glarisegg bei Steckborn bekam, kündigte er seine Stellung in Basel, verkaufte das dortige Haus der Familie und zog mit dem befreundeten Nürnberger Maler und Grafiker Bruno Goldschmitt nach Berlingen an den Untersee. 1906 heiratete er Hedwig Tanner, eine Cousine seines Freundes Hans Bernoulli, mit der er zwei Töchter bekam. Im Jahr 1907 erhielt Hindermann von Hermann Hesse und dessen damaliger Frau Mia Hesse-Bernoulli den Auftrag zum Bau ihres Wohnhauses in Gaienhofen, eine Landhaus-Villa im Stil der Reformarchitektur; desgleichen für die Familie des mit Hesse seinerzeit befreundeten Schriftstellers und Arztes Ludwig Finckh, ebenfalls in Gaienhofen. Während der Bauzeit 1907 zog Hindermann von Berlingen ins benachbarte, Gaienhofen gegenüber liegende Steckborn. Im selben Jahr baute er in Gaienhofen auch das Wohnhaus für den örtlichen Schneider Josef Köpfler. In dessen «Künstlerhaus» wurde im ersten Stock für den mit Hesse und Finckh seinerzeit befreundeten Grafiker Max Bucherer ein Atelier eingerichtet, gefolgt von Otto Blümel und Ludwig Renner.
Im Jahr 1909 nahm Hindermann zunächst eine Stelle im Architekturbüro «Bracher & Widmer» in Bern an, das in dieser Zeit das «Hotel National», Bundesplatz 2 (seit 1919 Sitz der «Schweizerischen Kreditanstalt») und das Verwaltungsgebäude der «Schweizerischen Volksbank» in der Christoffelgasse realisierte. In Bern war Hindermann dann zwischen 1911 und 1927 Mitinhaber des Büros «(Gottfried)Schneider & Hindermann», das 1914/15 die «Wohnhaus-Überbauung im Heimatstil» an der Weststrasse und später die Reihenhaussiedlung am Engeriedweg baute. Hindermann realisierte in dieser Zeit auch den Bau seines ersten eigenen Wohnhauses in Muri (1913) und zog 1920 mit der Familie in die neue Siedlung am Engeriedweg um. In die Berner Zeit fällt auch sein Engagement im «Schweizer Freiland- un Freigeldbund».
Nach seiner Scheidung im Jahr 1928 war er in zweiter Ehe verheiratet mit Frieda Kuratle aus Bern. 1927/1928 wurde Hindermann vom Basler Immobilienunternehmer Wilhelm Emil Baumgartner (1893–1946) «entdeckt», der ihn nach Basel zurückholte, um zunächst in Nachfolge von Hans Bernoulli als sein neuer Baufachmann den Entwurf für die «Großgarage C. Schlotterbeck»  in Basel, Viaduktstr. 40, zum Abschluss zu bringen. Hindermann blieb in Basel und gründete 1929 mit Baumgartner das Architekturbüro «Baumgartner & Hindermann», das in den folgenden neun Jahren 306 Häuser gleichen Zuschnitts in Basel baute, von denen heute noch 302 existieren: die sogenannten «Baumgartnerhäuser», vier- und fünfstöckige Gebäude mit insgesamt rund 1500 Wohnungen für die Mittelschicht. Die Entwürfe der Kopfbauten des stadtbildprägenden und beliebten Baumgartnerhäuser-Ensembles stammen allesamt von Hindermann als Baumgartners leitendem Architekten. «Baumgartner & Hindermann» verstanden sich dabei als traditionelle Architekten und waren eher am Weiterbauen der Stadt Basel nach tradierten Mustern interessiert als an der Einführung innovativer Wohnarchitekturen. In Basel baute Hindermann neben Ein- und Mehrfamilienhäusern auch einzelne Verwaltungs- und Industriegebäude, ein Schulhaus und ein Hallenschwimmbad. 1939 beendete Hindermann nach 12 Jahren die Zusammenarbeit mit Baumgartner und trat nach zehn Jahren auch aus dem gemeinsamen Architekturbüro aus. Es folgten längere Reisen und Auslandsaufenthalte.
Hindermann, der mit seiner Frau zeitweilig in Portugal lebte und sich immer öfter auch in der Berner Felsenburg als seiner «zweiten Heimat» aufhielt, starb Anfang Januar 1963 im Alter von 85 Jahren in Bern.